# 諾戈亞
32°24′S 59°48′W / 32.400°S 59.800°W

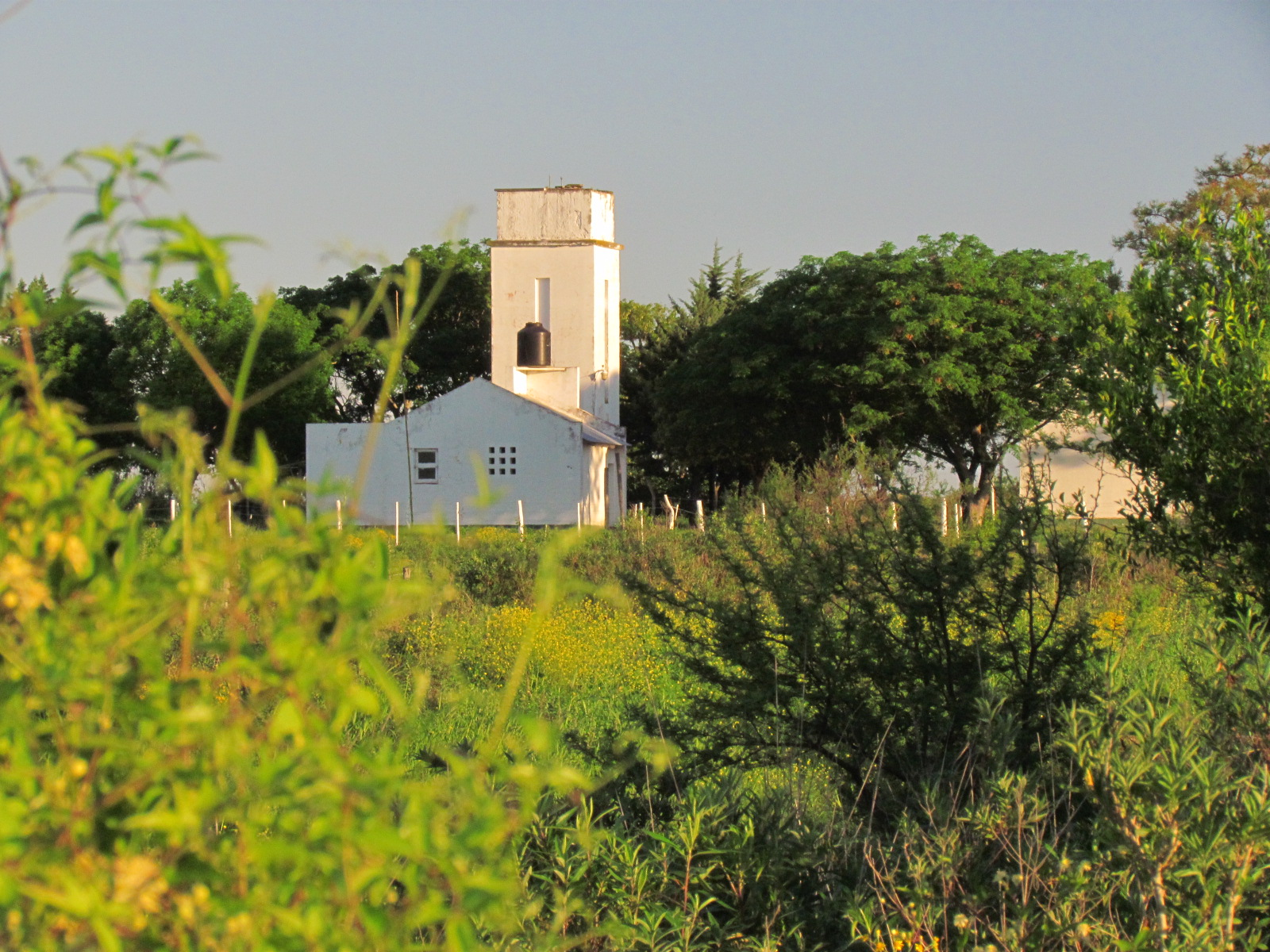
諾戈亞

諾戈亞（西班牙語：Nogoyá）是阿根廷的城市，位於該國東北部恩特雷里奧斯省，是諾戈亞縣的首府，處於諾戈亞河右岸，始建於1782年7月16日，海拔高度57米，2010年人口23,702。